# Florence Phillips

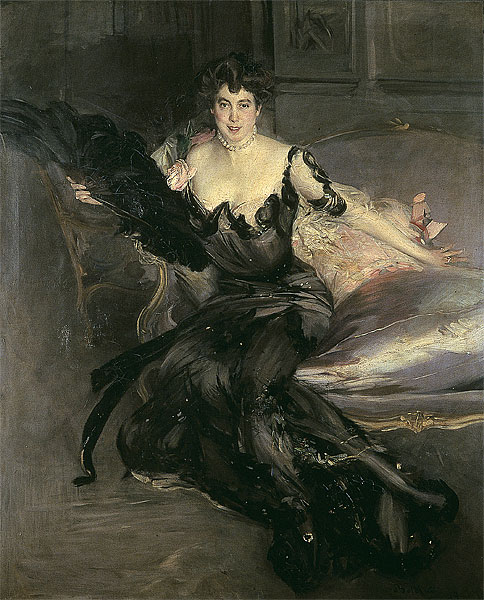
Giovanni Boldini: Lady Florence Phillips, Öl auf Leinwand, 1903

Lady Florence Phillips (* 14. Juni 1863 in Kapstadt; † 23. August 1940 auf Vergelegen in der Nähe von Somerset West) war eine südafrikanische Wohltäterin und Mäzenin der Künste. 

## Leben
Dorothea Sarah Florence Alexandra Ortlepp war die einzige Tochter des Geologen und Naturforschers Albert Frederick Ortlepp und seiner Ehefrau Sarah Walker. Ihre schulische Ausbildung bekam sie an der Akademie Rondebosch in Kapstadt und später in Bloemfontein. Im Jahr 1885 heiratete Florence Ortlepp in Kapstadt den reichen Diamantminenbesitzer, „Randlord“ und Politiker Sir Lionel Phillips (1855–1936). Aus der Ehe, die allen Berichten zufolge glücklich verlief, gingen zwei Söhne und eine Tochter hervor. 
Während des Zweiten Burenkrieges lebte die Familie in London und auf deren Landsitz Tylney Hall in Hampshire. In dieser Zeit zeigte Lady Phillips reges Interesse an zeitgenössischer Kunst und erwarb zahlreiche Werke, unter anderem William Orpen, William Rothenstein, Walter Sickert, Camille Pissarro, Paul Cézanne, Pierre-Auguste Renoir, Paul Signac, Georges Seurat, Claude Monet und Alfred Sisley. Zurück in Südafrika gründete Lady Phillips zusammen mit Sir Maximilian Michaelis und Sir Hugh Lane die erste öffentliche Galerie für Moderne Kunst in Johannesburg, die spätere Johannesburg Art Gallery, sowie eine Kunstakademie an der Universität Kapstadt.
Florence, Lady Phillips starb auf deren Landsitz Vergelegen und wurde neben ihrem Mann auf dem Brixton-Friedhof in Johannesburg bestattet.

## Galerie

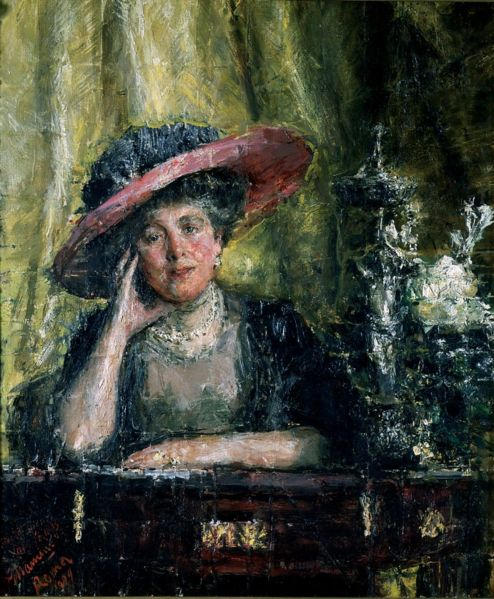
Antonio Mancini: Porträt von Lady Phillips, Öl auf Leinwand, 1909
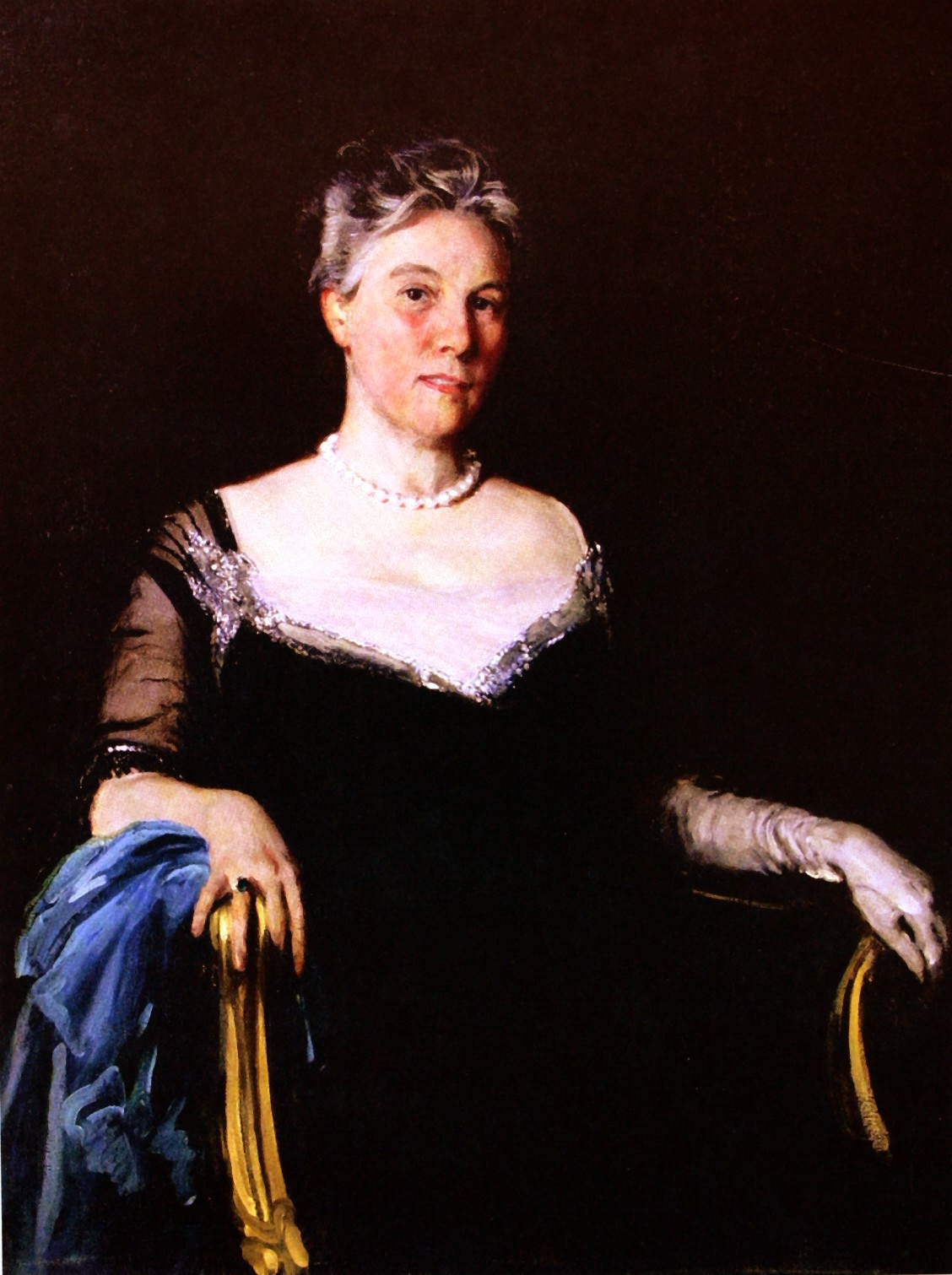
Sir William Nicholson: Porträt von Lady Phillips, Öl auf Leinwand, um 1910